# Sous vide

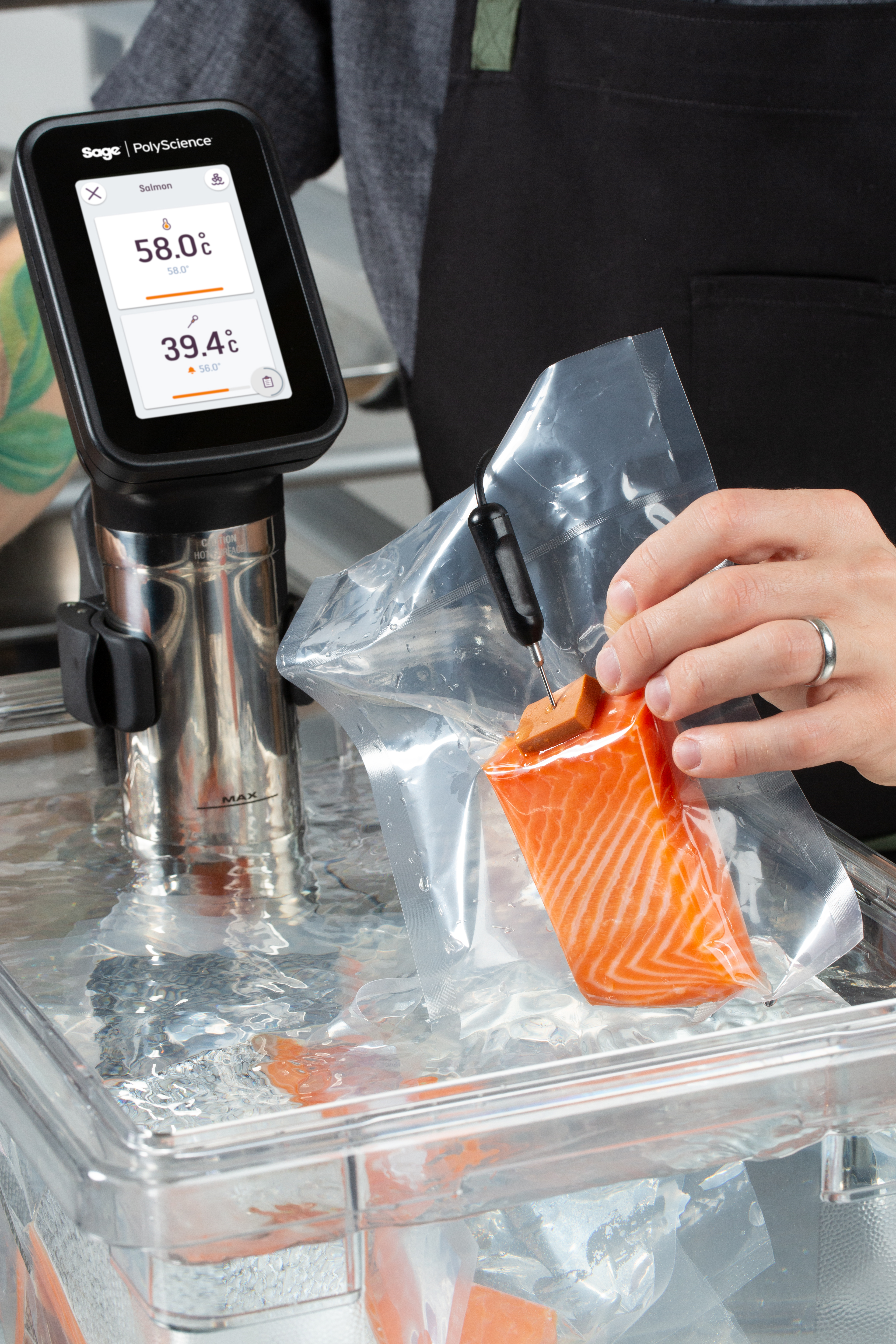
Sous vide av lax.

Sous vide är det franska ordet för vakuumpacka och betyder ordagrant "under vakuum". Sous vide är även den korta benämningen på méthode sous-vide, en metod för att tillaga vakuumpackade råvaror.

## Beskrivning
Metoden innebär att man tillagar maten i lufttät plastpåse som tillslutits efter att ett undertryck har skapats och sedan placeras i ett vattenbad eller ångugn. Numera används ofta mer eller mindre avancerade maskiner för en noga kontrollerad temperatur. De kallas ofta felaktigt för "sous vide-maskiner" men den korrekta benämningen är cirkulator och har sitt ursprung från laboratorier, 
Sous vide-maskin är en vakuumpackningsmaskin. 
Fördelen med sous vide-metoden är att temperaturen blir samma både på utsidan och insidan av maten, det vill säga man kan tillaga insidan med önskad temperatur utan att överkoka utsidan; detta innebär också att maten blir saftigare. En annan fördel är att det inte sker någon reduktion eller avdunstning från de råvaror som ligger i påsen. Kött och grönsaker som får ligga länge (över 6 timmar) blir mörare eftersom kollagen och andra proteiner löses upp. Styckdetaljer som ofta upplevs som sega kan därför serveras möra trots att de fortfarande är rosa. Nackdelen är att det inte blir någon stekyta, alltså ingen maillardreaktion på utsidan. Eftersom vatten leder värme mer effektivt än luft går det snabbare att tillaga till exempel kött med sous-vide i vattenbad än att göra det i ugn. Ägg som tillagas sous vide kan serveras med hård vita och lös gula eftersom vitan koagulerar vid en något lägre temperatur (60-65 grader celsius) än gulan (65-70 grader celsius).
Metoden togs fram av Georges Pralus under 1970-talet för restaurangen Troisgros i Roanne, Frankrike. Han upptäckte att foie gras som tillagades på detta sätt behöll sin ursprungliga form och textur.
En annan pionjär inom området är Bruno Goussault som forskade kring effekterna av olika temperaturer på olika råvaror och blev känd för att utbilda mästerkockar i tekniken. Även Thomas Keller samt Nathan Myrvold anses ha fört tekniken framåt genom att ha gett ut varsitt standardverk på området, Modernist Cuisine och Under Pressure.

## Metodik
Råvaran som skall tillagas vakuumpackas och försluts. Förpackningen läggs i ett vattenbad vars temperatur kontrolleras med en cirkulator. Maskinen har en värmekälla som drivs på el och pumpar in vatten genom värmekällan och pumpar sedan ut det uppvärmda vattnet. För att kunna reglera den exakta temperaturen i vattnet finns det en termometer som styr en termostat. Termostaten, som är mycket exakt, stänger av eller sätter på värmekällan om vattnet blir för varmt eller för kallt.